# Лосось
Лосось (Salmo) — рід хижих риб родини Лососевих (Salmonidae). До цієї родини також належить форель — група видів з різних родів лососевих, зокрема, з роду Salmo. Лосось живе в північних водах океанів, нереститься восени на мілководді гірських річок при температурі до 6 °C. До місць нересту лосось підіймається проти течії річки на відстані до сотні кілометрів, долаючи пороги та водоспади. Після нересту частина лососів, (особливо самці) гинуть. Дорослий лосось може досягати довжини півтора метра та важити понад 30 кілограмів. М'ясо лосося червоного кольору, вважається делікатесом. Для промислових потреб лосося вирощують на рибних господарствах, фермах.
Назва «лосось» може застосовуватись і до тихоокеанського лосося (Oncorhynchus), якого не слід плутати з атлантичним (Salmo).

## Види
Згідно з FishBase містить такі види:
- Salmo akairos
- Salmo aphelios
- Salmo balcanicus
- Salmo carpio
- Salmo cettii
- Salmo dentex
- Salmo ezenami
- Salmo farioides
- Salmo ferox
- Salmo fibreni
- Salmo ischchan
- Salmo labrax
- Salmo letnica
- Salmo lumi
- Salmo macedonicus
- Salmo macrostigma
- Salmo marmoratus
- Salmo nigripinnis
- Salmo obtusirostris
- Salmo pallaryi
- Salmo pelagonicus
- Salmo peristericus
- Salmo platycephalus
- Salmo ohridanus
- Salmo rhodanensis
- Salmo rizeensis
- Salmo salar
- Salmo schiefermuelleri
- Salmo stomachicus
- Salmo taleri
- Salmo tigridis
- Salmo trutta
- Salmo visovacensis
- Salmo zrmanjaensis